# Benalmádena

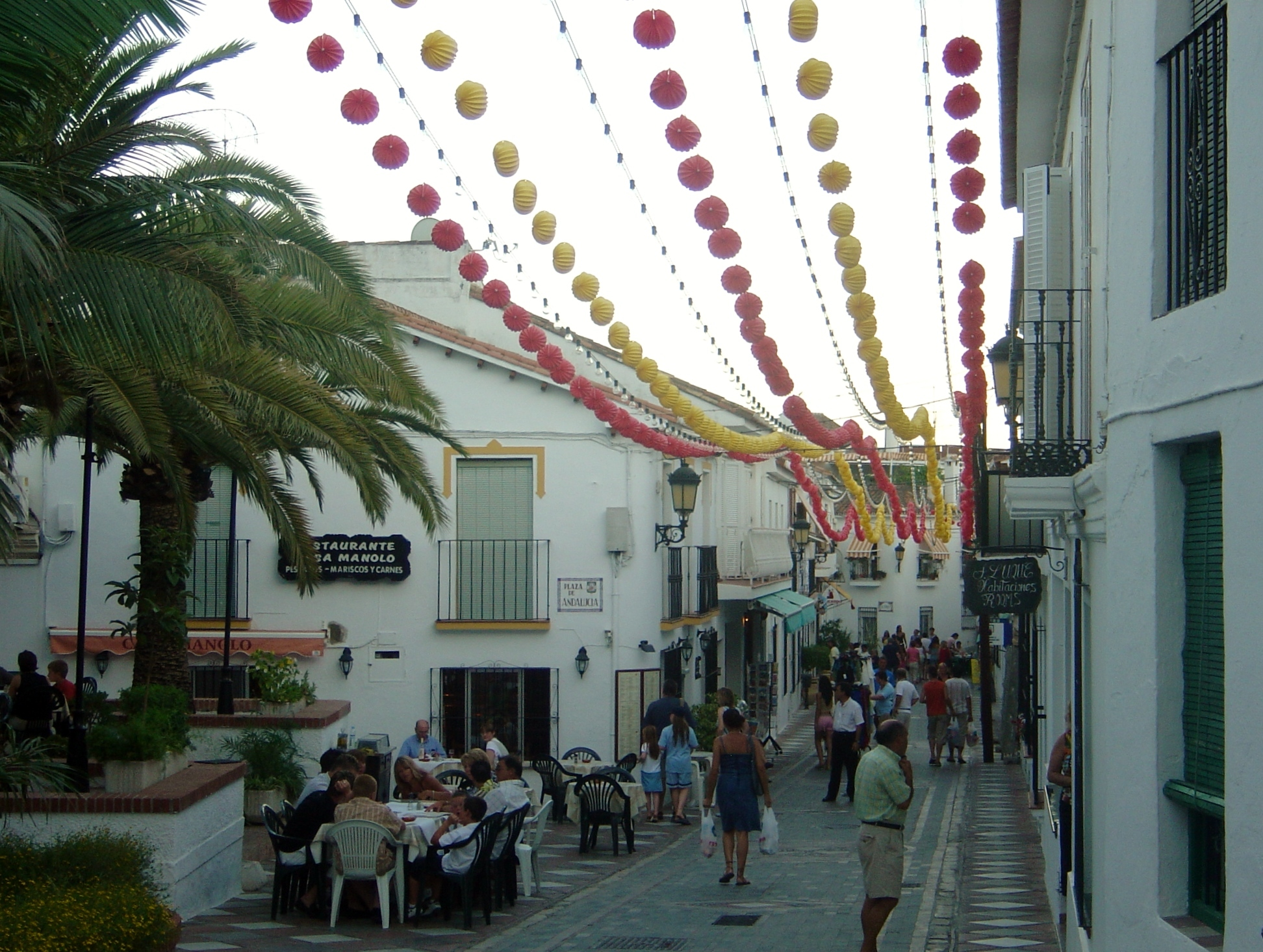
Rua de Benalmádena

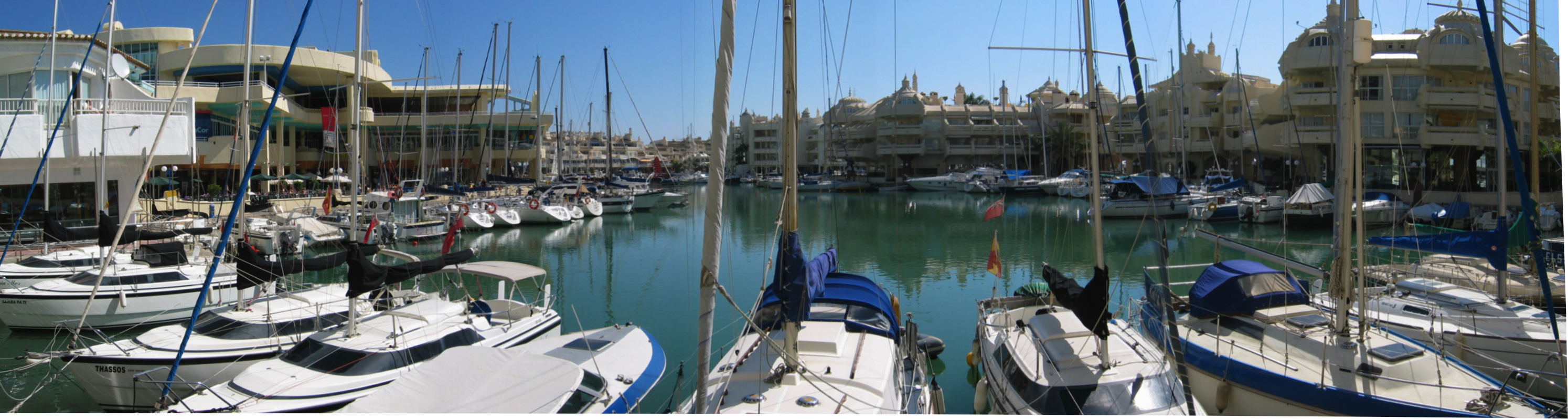
Ancouradoro

Benalmádena é um  município da província de Málaga, na região autônoma da Andaluzia, na Espanha.
Esta situado na ponta ocidental do mar Mediterrâneo, a pouco mais de 100 km do Estreito de Gibraltar. 
Seu clima e à sua posição privilegiada na Costa Austral Europeia são dois fatores importantes para o turismo que é a principal indústria do município. 
Faz fronteira com os municípios de Torremolinos, Alhaurin de la Torre, Mijas e Fuengirola e com o Mar Mediterrâneo para o sul.